# Platynota helianthes
Platynota helianthes es una especie de polilla del género Platynota, tribu Sparganothini, subfamilia Tortricinae.

## Distribución
Se distribuye por Costa Rica.

## Taxonomía
Fue descrita por Meyrick en 1932 y publicada en Exotic microlepidoptera 4: 264.